# Justine Desondre
Justine Desondre (Kortrijk, 4 januari 1988) is een Belgische voormalige atlete, die gespecialiseerd was in de sprint. Zij werd tweemaal Belgisch kampioene.

## Loopbaan
Desondre werd in 2009 en 2010 Belgisch indoorkampioene op de 200 m. Ze was aangesloten bij AC Meetjesland. In 2015 stopte ze met atletiek.

## Belgische kampioenschappen
Indoor
| Onderdeel | Jaar       |
| --------- | ---------- |
| 200 m     | 2009, 2010 |

## Persoonlijke records
Outdoor
| Onderdeel | Prestatie | Wind     | Datum       | Plaats    |
| --------- | --------- | -------- | ----------- | --------- |
| 100 m     | 11,82 s   | +1,2 m/s | 14 mei 2011 | Kessel-Lo |
| 200 m     | 23,62 s   | -1,4 m/s | 2 juli 2011 | Uden      |

Indoor
| Onderdeel | Prestatie | Datum            | Plaats |
| --------- | --------- | ---------------- | ------ |
| 60 m      | 7,52 s    | 20 februari 2011 | Gent   |
| 200 m     | 24,00 s   | 21 februari 2010 | Gent   |

## Palmares

### 60 m
- 2011:  BK indoor AC - 7,52 s

### 100 m
- 2009:  BK AC - 11,96 s

### 200 m
- 2009:  BK indoor AC - 24,41 s
- 2010:  BK indoor AC - 24,00 s
- 2013:  BK AC - 24,01 s
- 2014:  BK AC - 24,11 s

### 4 x 100 m
- 2007: 5e series EK U20 in Hengelo - 46,05 s